# Дунъань (Юнчжоу)
Дунъа́нь (кит. упр. 东安, пиньинь Dōng'ān) — уезд городского округа Юнчжоу провинции Хунань (КНР).

## История
Изначально эти земли были частью уезда Цюаньлин. Во времена империи Цзинь в 290 году из уезда Цюаньлин был выделен уезд Инъян (应阳县).
Во времена империи Сун в 984 году на землях бывшего уезда Инъян был создан уезд Дунъань.
После образования КНР в 1949 году был создан Специальный район Юнчжоу (永州专区), и уезд вошёл в его состав. В мае 1950 года Специальный район Юнчжоу был переименован в Специальный район Линлин (零陵专区).
В октябре 1952 года Специальный район Линлин был расформирован, и уезд перешёл в состав новой структуры — Сяннаньского административного района (湘南行政区). В 1954 году Сяннаньский административный район был упразднён, и уезд вошёл в состав Специального района Хэнъян (衡阳专区).
В декабре 1962 года был воссоздан Специальный район Линлин, и уезд вернулся в его состав.
В 1968 году Специальный район Линлин был переименован в Округ Линлин (零陵地区).
Постановлением Госсовета КНР от 21 ноября 1995 года округ Линлин был преобразован в городской округ Юнчжоу.

## Административное деление
Уезд делится на 13 посёлков и 2 волости.